# Салтак'яльське сільське поселення
Салтак'я́льське сільське поселення (рос. Салтакъяльское сельское поселение) — муніципальне утворення у складі Куженерського району Марій Ел, Росія. Адміністративний центр — село Салтак'ял.

## Населення
Населення — 614 осіб (2019, 698 у 2010, 688 у 2002).

## Склад
До складу поселення входять такі населені пункти:
| Населений пункт           | Населення, осіб (2002) | Населення, осіб (2010) |
| ------------------------- | ---------------------- | ---------------------- |
| Басалаєво, присілок       | 103                    | 89                     |
| Візімка, присілок         | 37                     | 41                     |
| Кенче, присілок           | 16                     | 10                     |
| Марі-Йошкаренер, присілок | 11                     | 10                     |
| Салтак, присілок          | 6                      | 7                      |
| Салтак'ял, село           | 508                    | 536                    |
| Шурга, присілок           | 7                      | 5                      |